# L'Étranger au paradis
Pour les articles homonymes, voir Kismet et Étranger au paradis.
Pour plus de détails, voir Fiche technique et Distribution.
L'Étranger au paradis (Kismet) est un film musical américain en  CinemaScope de Vincente Minnelli et Stanley Donen (non crédité) sorti en 1955.
Il s'agit du remake du film Kismet de 1944, et la quatrième adaptation cinématographique de la pièce de théâtre du même nom d'Edward Knoblock écrite en 1911.

## Synopsis
Un espiègle vagabond-poète va de marché en marché déclamer ses poèmes contre des piécettes. Sa fille Marsinah tombe amoureuse d'un jeune calife, tandis que la sensuelle femme du méchant vizir a des vues sur Hadji. De son côté, le Wazir complote pour renverser le calife et incorporer la jolie Marsinah dans son harem…

## Fiche technique
- Titre français : L'Étranger au paradis
- Titre original : Kismet
- Réalisation : Vincente Minnelli et Stanley Donen (non crédité)
- Scénario : Charles Lederer et Luther Davis d’après la pièce Kismet d'Edward Knoblock
- Musique : André Previn et Conrad Salinger (non crédités) 
  - Musique additionnelle : Alexander Courage et Arthur Morton (non crédités)
- Chorégraphie : Jack Cole
- Directeur de la photographie : Joseph Ruttenberg
- Montage : Adrienne Fazan
- Direction artistique : E. Preston Ames et Cedric Gibbons
- Décorateur de plateau : F. Keogh Gleason et Edwin B. Willis
- Costumes : Tony Duquette
- Production : Arthur Freed
- Société de production : MGM
- Pays d'origine : États-Unis
- Genre : film musical
- Format : Couleur (Eastmancolor) - 2,55:1 (Cinémascope) - 35 mm - Son : Mono (Western Electric Sound System)/Stereo
- Durée : 113 minutes
- Dates de sortie :  
  - États-Unis : 8 octobre 1955
  - France : 7 octobre 1960

## Distribution
- Howard Keel : Hajj
- Ann Blyth : Marsinah
- Dolores Gray : Lalume
- Vic Damone : le Calife
- Monty Woolley : Omar
- Sebastian Cabot : Wazir
- Jay C. Flippen : Jawan
- Mike Mazurki : le policier en chef
- Jack Elam : Hassan-Ben
- Ted de Corsia : subalterne de police
- Reiko Sato : 1re Princesse d'Ababu
- Patricia Dunn : 2e Princesse d'Ababu
- Wonci Lui : 3e Princesse d'Ababu
- Julie Robinson : Zubbediya

Acteurs non crédités
- David Bond : un noble
- Leonard Mudie : le médecin
- Charles Wagenheim : un mendiant

## Commentaires
- Le titre français reprend le titre d'une chanson du film, A Stranger in Paradise, que chantent Vic Damone et Ann Blyth.

## Source
- L'Étranger au paradis sur EncycloCiné